# Mezozona
Mezozona lub mezo – średnia strefa metamorfizmu występująca na głębokości ok. 10–18 km. Charakteryzuje się wysokimi temperaturami od 300 do 500 °C oraz umiarkowanym ciśnieniem litostatycznym i silnym ciśnieniem kierunkowym. Stopień przeobrażenia skał jest średni, jednak z silnym zaznaczeniem deformacji tektonicznych jak w strefie epi. W strefie tej przeważają jednak zmiany chemiczne. Do tej strefy włącza się także średniotemperaturowe odmiany metamorfizmu kontaktowego i metasomatycznego.

## Skały wyjściowe i produkty przeobrażeń strefy mezo
- skały ilaste i mułowcowe → łupki łyszczykowe
- piaskowce kwarcowe, skały krzemionkowe → kwarcyty
- wapienie i dolomity → marmury kalcytowe i dolomitowe
- granitoidy, porfiry kwarcowe, obojętne skały magmowe, szarogłazy i arkozy → gnejsy
- zasadowe skały magmowe, margle  → amfibolity
- ultrazasadowe skały magmowe → serpentynity, amfibolity
- margle, skały węglanowo-krzemianowe → łupki mikowo-węglanowe, łupki węglanowe, erlany, amfibolity

## Galeria

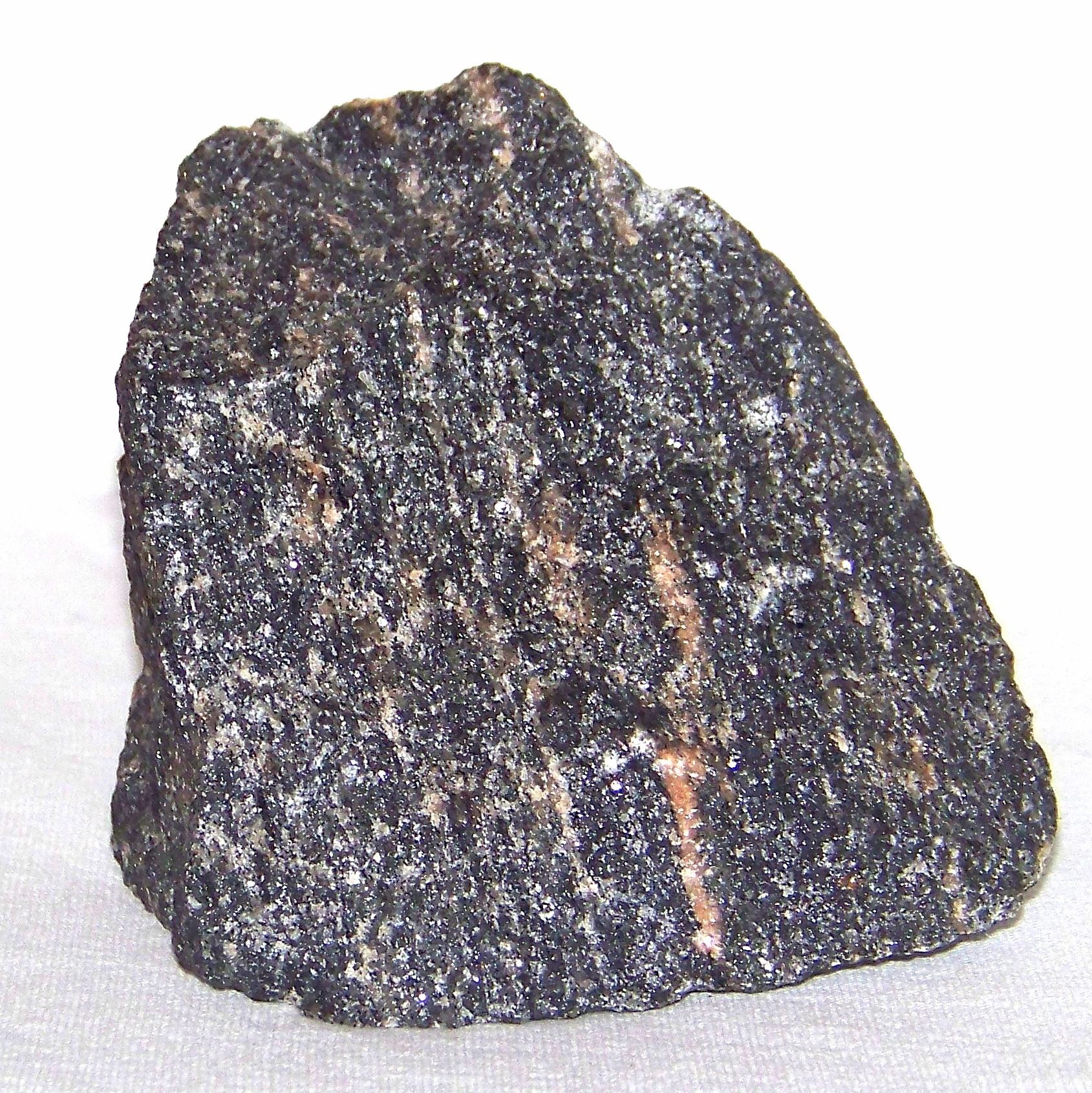
gnejs amfibolowy
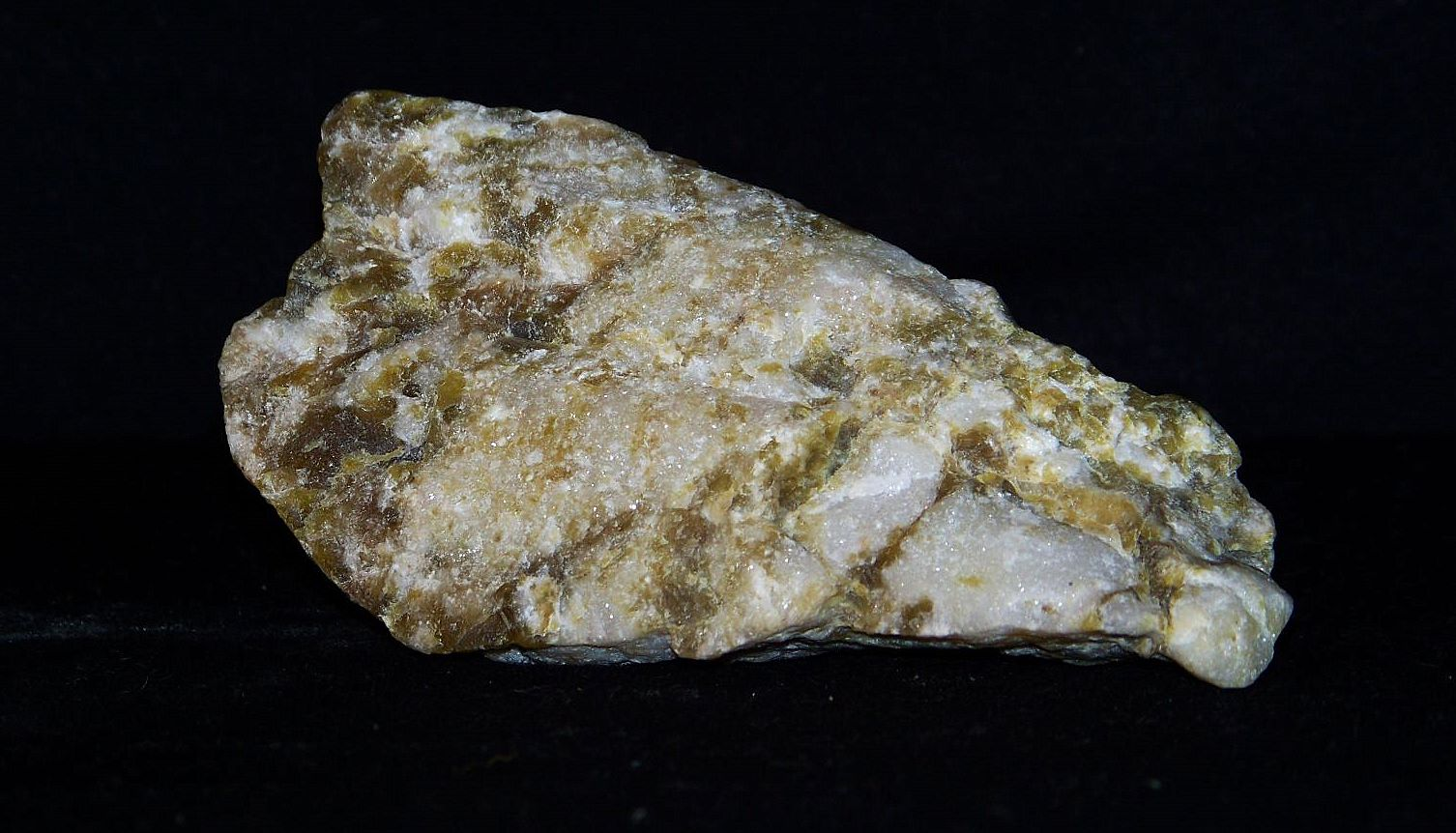
marmur dolomitowy
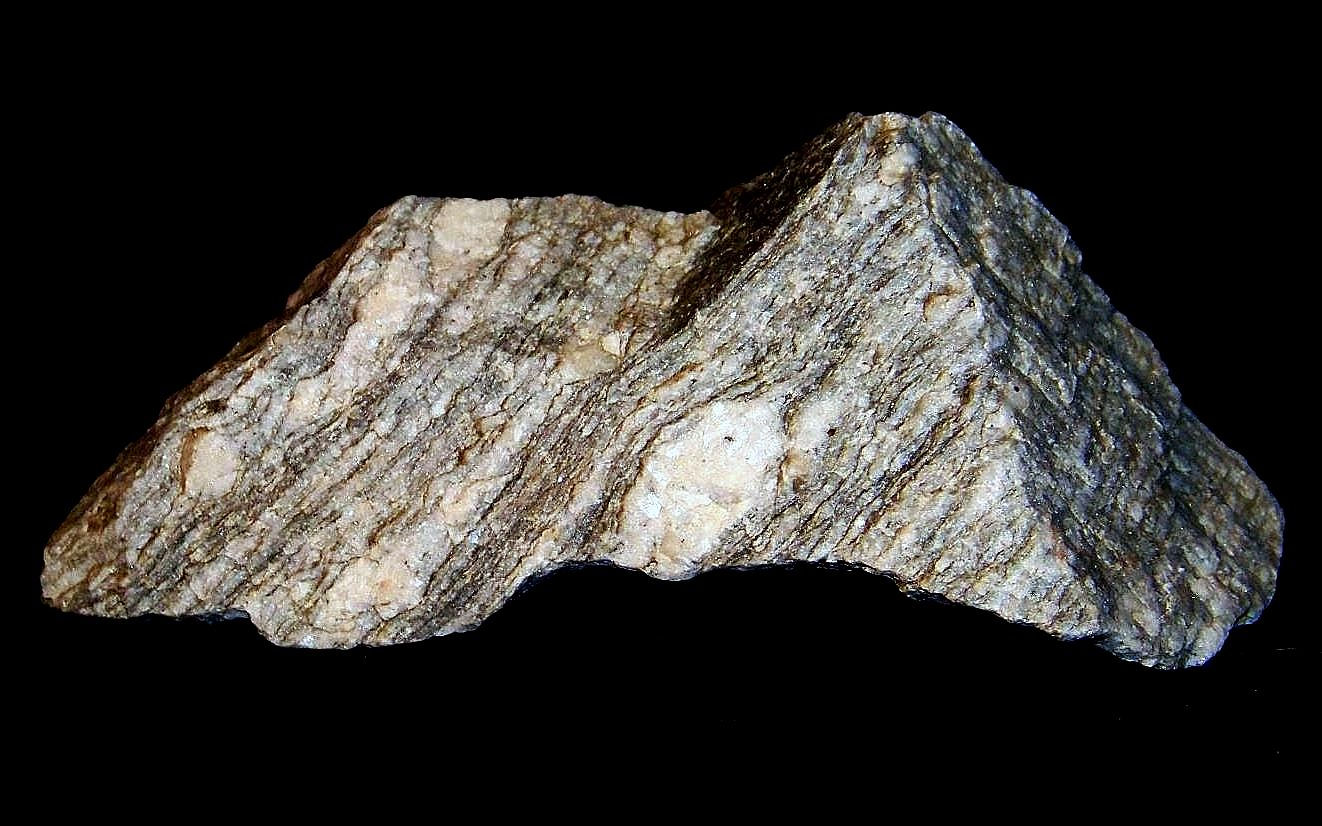
gnejs oczkowy
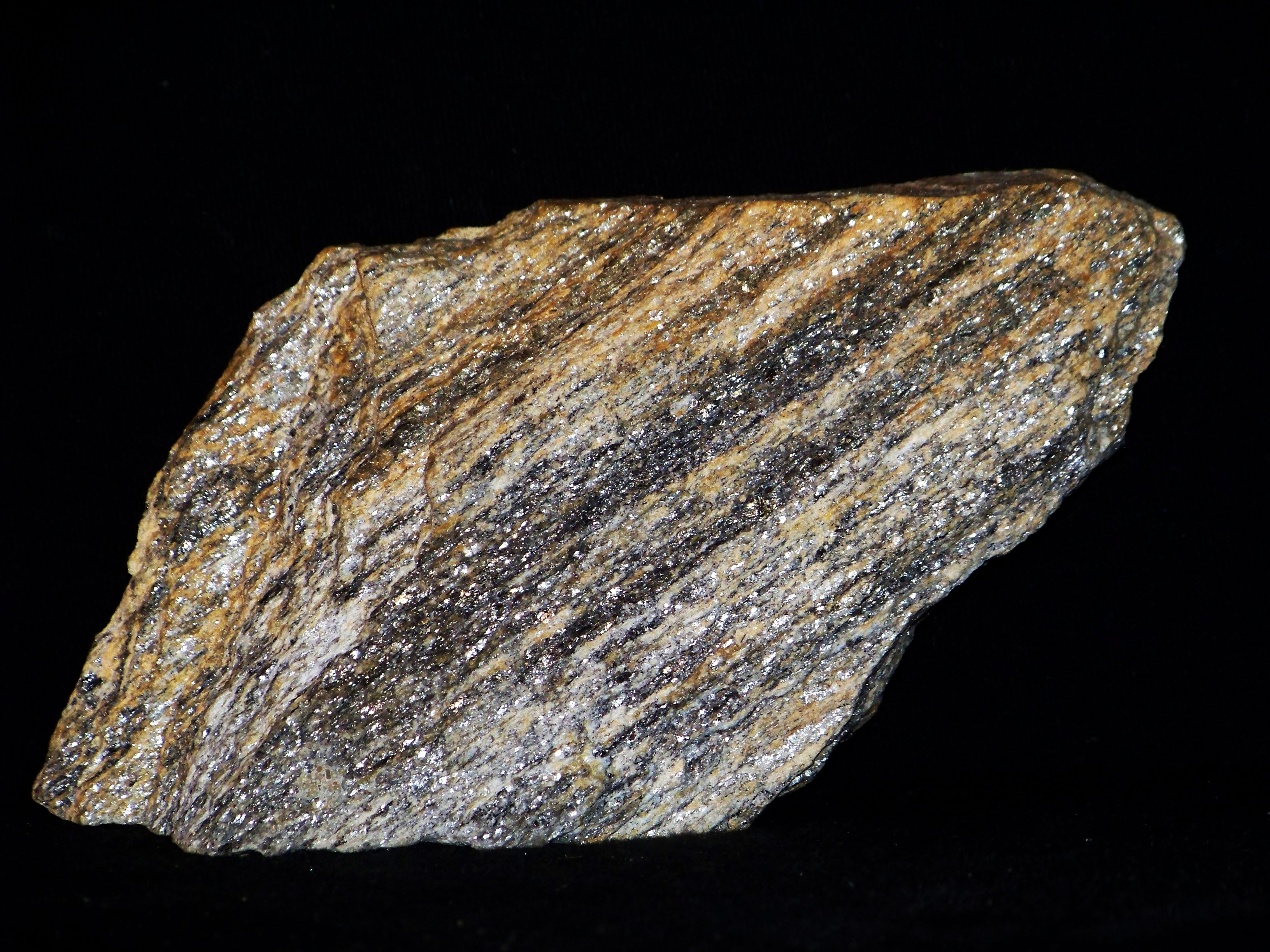
gnejs listewkowy (mylonit)
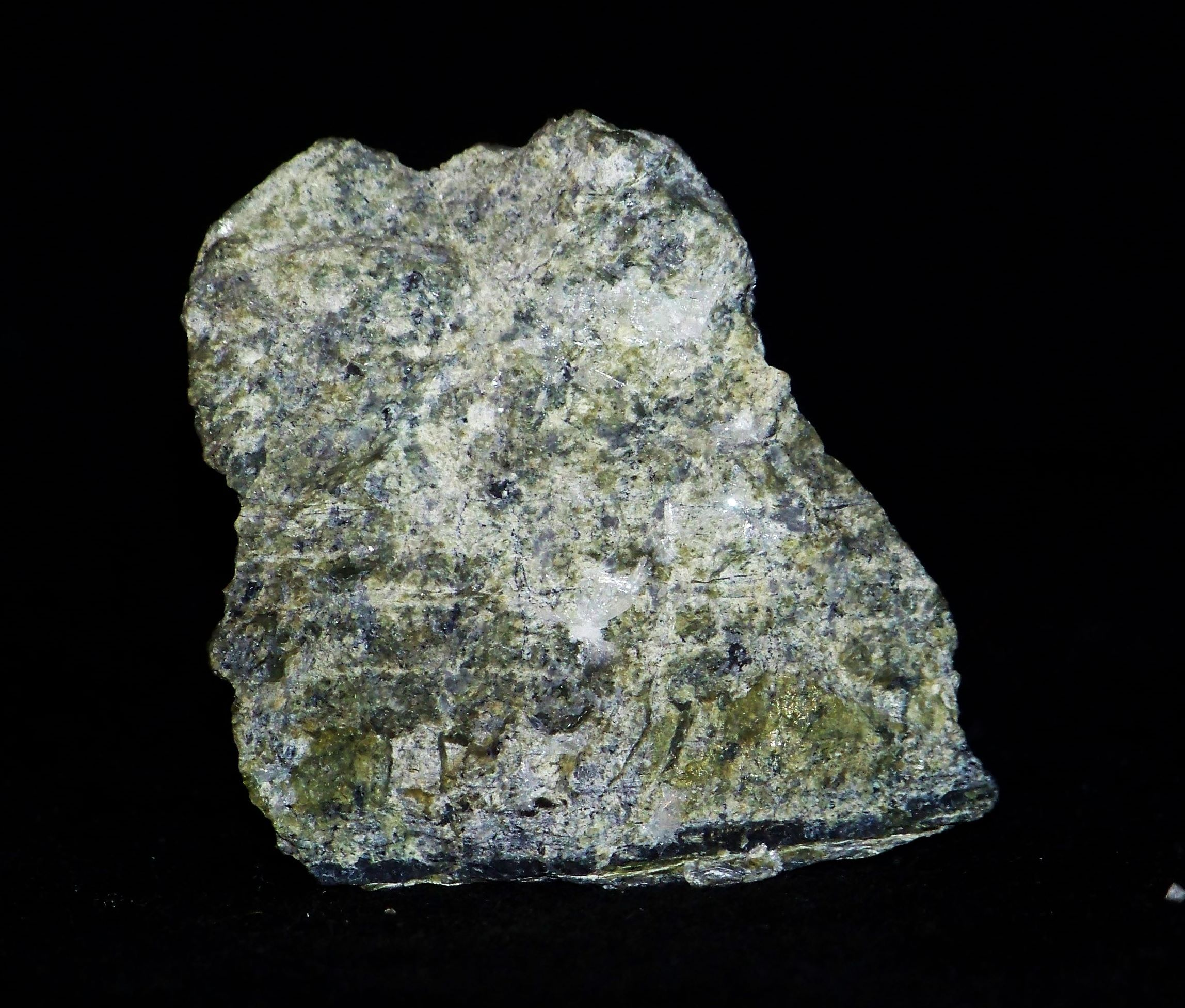
serpentynit
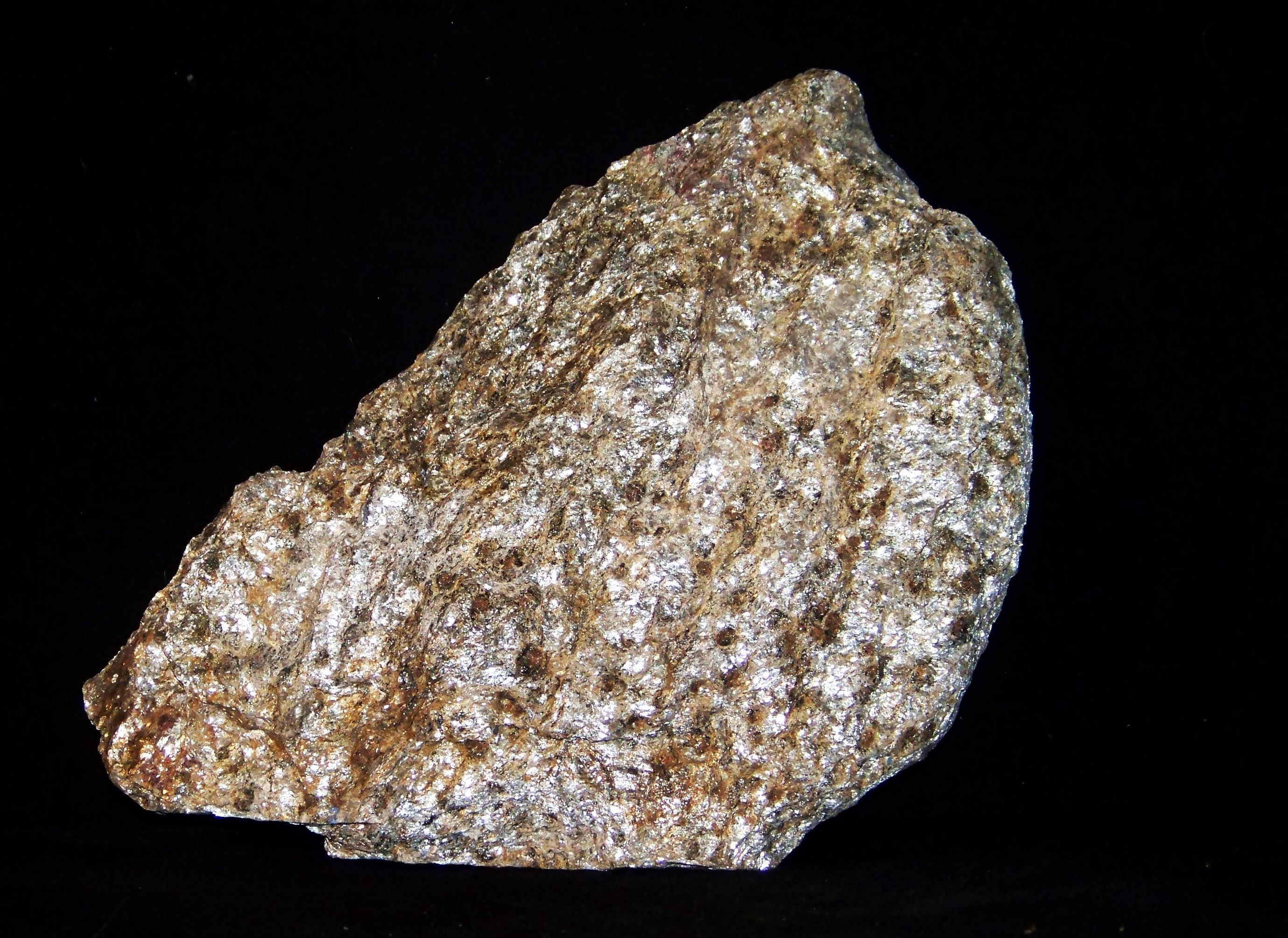
łupek muskowitowy